# Solco intergluteo
Il solco intergluteo, anche noto in medicina con vari sinonimi come fessura interglutea, è il solco presente tra le natiche che le separa e corre da sotto l'osso sacro al perineo, così chiamato perché segna il confine visibile tra le sporgenze arrotondate esterne del muscolo grande gluteo; essa forma un arco mediale che segue la curvatura dell'osso sacro e del coccige. La fessura interglutea è localizzata nella zona superiore all'ano.
Nella fessura interglutea si possono formare dei peli incarniti che possono ostruire i follicoli degli stessi, scatenando una reazione da corpo estraneo, che porta alla formazione di una cisti pilonidale in taluna zona. Inoltre vi si può avere casi di sanguinamento causati da endometriosi.